# Komuna e Poshnjës
Komuna e Poshnjës är en kommundel och tidigare kommun i Albanien.   Den ligger i prefekturen Qarku i Beratit, i den centrala delen av landet, 60 km söder om huvudstaden Tirana.
Trakten runt Komuna e Poshnjës består till största delen av jordbruksmark.  Runt Komuna e Poshnjës är det ganska tätbefolkat, med 160 invånare per kvadratkilometer.